# Сдобняков, Валерий Викторович
Вале́рий Ви́кторович Сдобняко́в (род. 14 июля 1957, станция Нижняя Пойма, Красноярский край, РСФСР, СССР) — прозаик, публицист, главный редактор журнала «Вертикаль XXI век», председатель Нижегородской областной организации Союза писателей России. 

## Биография
Его отец — уроженец Нижегородской губернии, происходил из крестьян и священнослужителей; мать — из дворянского рода Малороссии. В 1962 году семья переехала в Горький, где В. В. Сдобняков по окончании средней школы работал на заводе слесарем механосборочных работ.
В 1975—1977 годы служил в рядах Советской Армии (9-я радиотехническая бригада 16 корпуса Московского округа ПВО), демобилизован в звании сержанта.
Учился во Всесоюзном заочном институте советской торговли (торгово-экономический факультет, специальность — экономика торговли).
В 1980-е годы совершил поездки по республикам СССР — в Молдавию, Украину, Латвию, Казахстан, Азербайджан, Узбекистан, Киргизию, Грузию, Абхазию, Дагестан. В феврале 1994 в Москве, во время участия во Всероссийском совещании молодых писателей (семинар В. Г. Распутина), по рекомендации писателей, лауреатов государственных премий В. Г. Распутина, С. И. Шуртакова, С. А. Иванова и критика М. П. Лобанова был принят в члены Союза писателей России.
В 1997—1999 годы жил и работал в Ульяновске и Тюмени. С 2001 года — главный редактор литературного альманаха «Вертикаль», литературно-художественного журнала «Вертикаль. XXI век». Журнал отмечен премией Нижегородской области имени М. Горького (2004) и всероссийской премией Александра Невского (2015), многими другими наградами.
В 2012 году избран председателем Нижегородской областной организации Союза писателей России (переизбран в 2017 году).
Входит в состав Издательского совета Нижегородской области, координационного совета по патриотическому воспитанию и подготовке граждан к военной службе в Нижегородской области, постоянно действующей рабочей группы по совершенствованию законодательства о некоммерческих организациях при Законодательном Собрании Нижегородской области, Общественного совета при Министерстве культуры Нижегородской области. Член Комитета по организации и проведению празднования 150-летия со дня рождения А. М. Горького, комиссии по присуждению премий Нижегородской области имени А. М. Горького и «Болдинская осень».
В марте 2022 года подписал обращение в поддержку военного вторжения России на Украину (2022).

## Творчество
Первые публикации заметок, статей, репортажей состоялись в окружной армейской газете «На боевом посту», в период службы в армии. Учась в институте, публиковал в вечерней городской газете «Горьковский рабочий», в центральных изданиях СССР («Учительская газета», журнал «Рабоче-крестьянский корреспондент») рассказы, новеллы, литературные и театральные рецензии, статьи по вопросам искусства и культуры. Был участником литературного объединения «Воложка» (руководитель — член Союза писателей СССР В. А. Николаев).
В 1980-е годы публиковал повести, художественные очерки, рассказы в газете «Нижегородская правда», «Курьер», в журнале «Речной транспорт», в 1990-е — в газетах «Профсоюзная трибуна», «Православное слово», «Очарованный странник», «Земля нижегородская», «Нижегородские новости».
Сборники публицистики В. В. Сдобнякова удостоены премий:
- «Обретение России» (2003) — премии Нижнего Новгорода (2004);
- «Сопротивление нелюбви» (Н. Новгород, 2006) — премии Нижнего Новгорода (2007), Всероссийской литературной премии «Хрустальная роза Виктора Розова» (2006), Международной премии имени М. А. Шолохова (2008)
- «Возвращение» (2011) — премия имени А. М. Горького (2012)
- «Память сердца» (Н. Новгород, 2017) — Золотой диплом VIII Международного славянского литературного форума «Золотой Витязь».
- «Лестница» (2017). Лауреат IX Международного Славянского литературного форума «Золотой Витязь» (2018)

Книги художественной прозы отмечены:
- «Говорящее дерево» (Н. Новгород, 2014) — Золотой диплом VI Международного славянского литературного форума «Золотой Витязь».
- Х Международный славянский литературный форум «Золотой Витязь». Золотой диплом за книгу «Звезда в старом колодце».

### Избранные публикации
- Мост: Повесть // Современники — 88: Поэзия и проза молодых горьковских литераторов. — Горький: Волго-Вятское кн. изд-во, 1988. — С. 7—72.
- Искушение: Повести, рассказы, очерки. — Н.Новгород: Арабеск, 1999. — 320 с.
- Обретение России: Статьи. — Н.Новгород (Библиотека альманаха «Вертикаль»), 2003. — 64 с.
- Сопротивление нелюбви: Очерки и статьи. — Н.Новгород: Вертикаль. XXI век, 2006. — 340 с.
- Русское: Избранные статьи (Совм. с Ю. Покровским, В. Цветковым). — Н.Новгород: Вертикаль. XXI век, 2007. — 288 с.
- Валерий Сдобняков: Библиографический указатель к 30-летию творческой деятельности. — Н.Новгород: Вертикаль. XXI век, 2007. — 40 с.
- Собирая Россию: (Статьи, репортажи, интервью). 2004—2006: К 15-летию Московского интеллектуально-делового клуба (Клуб Н. И. Рыжкова). — Н.Новгород: Вертикаль. XXI век, 2007. — 264 с.
- Прошлое с нами (Совм. с В. Цветковым). — Н.Новгород: Вертикаль. XXI век, 2008. — 248 с.
- Воздаяние (Совм. с Б. Лукиным, В. Цветковым). — Н.Новгород: Вертикаль. XXI век, 2008. — 288 с.
- О духовном (Совм. с В. Цветковым). — Н.Новгород: Вертикаль. XXI век, 2008. — 332 с.
- Последний день: Повесть и рассказы. — М.: Советский писатель, 2009. — 352 с.
- Русские судьбы (Совм. с П. Филатовым, В. Цветковым). — Н.Новгород: Вертикаль. XXI век, 2009. — 216 с.
- Посох (Совм. с В.Цветковым, П.Шаровым). — Н.Новгород: Вертикаль. XXI век, 2009. — 312 с.
- Служение (Совм. с В. Цветковым). — Н.Новгород: Вертикаль. XXI век, 2009. — 296 с.
- Яблоки русского сада: Повествование о творчестве русского писателя Олега Шестинского. — Самара: Родное пепелище, 2010. — 272 с.
- Колька: Рассказы // Солнышко — всем. — Николо-Погост: Родное пепелище, 2010. — C. 99—209.
  - 2-е изд. — Николо-Погост: Родное пепелище, 2014. — C. 99—209.
- Возвращение. — Н.Новгород: Вертикаль. XXI век, 2011. — 304 с.
- Душа живая: Очерки обретений и расставаний. — Н.Новгород: Вертикаль. XXI век: Родное пепелище, 2012. — 480 с.
- Валерий Сдобняков: «Каждый уголок России, ещё до появления нас на этом свете, уже был уготован для поселения в наши души…»: Библиографический указатель к 55-летию со дня рождения и 35-летию творческой деятельности. — Н.Новгород: Вертикаль. XXI век, 2012. — 136 с.
- Сроки. И наступит время правды. — Н.Новгород: Вертикаль. XXI век: Родное пепелище, 2012. — 440 с.
- Рассказы для детей // Заветное слово. — Николо-Погост: Родное пепелище, 2012. — C. 118—170.
  - 2-е изд. — Николо-Погост: Родное пепелище, 2014. — C. 118—170.
- В предчувствии Апокалипсиса. Актуальные беседы на постсоветском пространстве. — Н.Новгород: Вертикаль. XXI век: Родное пепелище, 2013. — 436 с.
- Говорящее дерево. — Н.Новгород: Родное пепелище, 2014. — 168 с.
- Я рассказал только правду. — Н.Новгород: Родное пепелище, 2014. — 168 с.
- Память сердца. — Н.Новгород: Вертикаль. XXI век, 2017. — 312 с.
- Лестница. — Н.Новгород: Родное пепелище, 2017. — 400 с.
- Вертикаль Валерия Сдобнякова: Сборник статей о жизни и творчестве писателя. К 60-летию со дня рождения и 40-летию творческой деятельности. — Н.Новгород: «Радонеж», 2017. — 248 с.
- Записки истерзанного времени. — Н.Новгород: Вертикаль. XXI век, 2019. — 224 с.
- Когда душа плачет. — Н.Новгород: Вертикаль. XXI век, 2019. — 300 с.
- Искры потухающих костров. Разворачивая свиток времени. — Н.Новгород: Вертикаль. XXI век, 2019. — 516 с.
- Искры потухающих костров. Мир немыслимых скитаний. — Н.Новгород: Вертикаль. XXI век, 2019. — 496 с.
- Искры потухающих костров. Под далёким небом. — Н.Новгород: Вертикаль. XXI век, 2019. — 516 с.
- Звезда в старом колодце. Рассказы для детей. Оформление художником Г. А. Скотиной. — Н.Новгород: Печатная мастерская Радонеж, 2018. — 126 с.
- Вертикаль Валерия Сдобнякова. Статьи о жизни и творчестве писателя. Издание 2-е, исправленное и дополненное. — Н.Новгород: Вертикаль. XXI век, 2020. — 306 с.
- За тайной гранью. — Н.Новгород: Вертикаль. XXI век, 2020. — 582 с.

## Награды
- Медаль «В память 800-летия Нижнего Новгорода». Указ Президента РФ № 184 29 марта 2021 года.
- Памятный знак «800 лет городу Нижнему Новгороду». Решение Городской Думы Нижнего Новгорода. 2021 г.
- Медаль Пушкина (12 декабря 2011 года) — за заслуги в развитии средств массовой информации, культуры и многолетнюю плодотворную работу[2].
- Благодарность Президента Российской Федерации (25 мая 2020 года) — за заслуги в развитии отечественных средств массовой информации и многолетнюю плодотворную деятельность[3].
- Почётные грамоты Законодательного Собрания Нижегородской области (2011, 2012, 2014), Нижегородской области (2016).
- Премия Нижегородской области им. А. М. Горького (2004, 2012).
- Премия Нижнего Новгорода (2004, 2007).
- Благодарственное письмо: Законодательного Собрания Нижегородской области (2004), Правительства Нижегородской области (2011).
- Международная премия им. М. А. Шолохова (2008).
- Всероссийские премии:
  - «Хрустальная роза Виктора Розова» (2006);
  - «Белуха» им. М. Гребенщикова (2012);
  - Святого Благоверного Великого Князя Александра Невского (2015).
- Почётный диплом Губернатора Нижегородской области (2014).
- Почётный знак главы города Нижнего Новгорода (2017).
- Медаль «Василий Шукшин» (2017).
- Архиерейские грамоты митрополита Нижегородского и Арзамасского (2011, 2014, 2017).
- Диплом митрополита Волгоградского и Камышинского Германа (2002).
- Литературная премия имени Н. И. Рыленкова (2017)
- Х Международный славянский литературный форум «Золотой Витязь». Золотой диплом за книгу «Звезда в старом колодце».
- Объявлена благодарность Президента Российской Федерации. Распоряжение № 135-рп 25 мая 2020 года.
- Избран действительным членом, академиком Международной академик культуры и искусства. Диплом № 162, 20.08. 2020 г.

## Статьи и рецензии об отдельных книгах

### «Искушение»
- Николаев В. Земные сроки. Предисловие к книге: Валерий Сдобняков. «Искушение». // Нижний Новгород, «Арабеск». 1999. С.3 — 4.
- Мухина И. Вечные истины без вечных сомнений? // Нижегородская правда. 1999, 14 октября.
- Проймин К. Не всё то золото… // Нижегородский рабочий. 2000, 5 апреля.
- Фигарев А. «Искушение» или свет Добра? // Земля нижегородская. 2000, 22 апреля.

### «Обретение России»
- Адрианов Ю. Сыновние раздумья. Вступительная статья в книге: Валерий Сдобняков. «Обретение России» — Нижний Новгород. 2003. С. 3.
- Адрианов Ю. Сыновние раздумья. // Земля нижегородская. 2003, 27 сентября.
- Шестинский О. Судьба России в наших судьбах. // Нижегородские новости. 2004, 10 апреля.
- Шестинский О. Обретение России. // Нижегородские епархиальные ведомости. 2004, № 5, с.14.
- Шестинский О. Обретение России. // Морская газета. Санкт-Петербург. 2004, № 40-42.
- Шестинский О. Обретение России. — Танкоград. Челябинск. 2004.

### «Сопротивление нелюбви»
- Асеевский А. «И всего-то нужен кто-то, кто бы чуточку помог…». Статья. В книге: Валерий Сдобняков. «Сопротивление нелюбви». — Нижний Новгород. Изд.: Вертикаль. XXI век, 2006. С. 331—333.
- Яковлев А. Валерий Сдобняков. Сопротивление нелюбви. Избранные статьи. // Литературная газета. 2006, № 45.
- Шестинский О. Очищающее дыхание. // Патриот. Москва. 2007. № 8.
- Ларионов А. Сопротивление нелюбви. // Патриот. Москва. 2007. № 13.
- Шестинский О. Очищающее дыхание. // Альманах «Истоки» — Красноярск. 2007. № 2. С. 54 — 55.
- Ушакова И. Собирание России. // Историческая газета. Москва. 2007. № 12.
- Ларионов А. Сопротивление нелюбви. // Журнал «Слово» Москва. 2007. № 2. С. 105.

### «Русское»
- Лукин Б. Губернские страницы. // Литературная газета. 2008. № 11.
- Лукин Б. Душа — не товар. // Журнал Literarus. 2008. № 2. Финляндия. Хельсинки.
- Лукин Б. Лекарства для души. // Русский литературный журнал в Атланте «На любителя». США. 2008. № 35.

### «Прошлое с нами»
- Родин О. Служение Отечеству. // Православное слово. № 6. 2008.
- Лукин Б. Лекарства для души. // Русский литературный журнал в Атланте «На любителя». США. 2008. № 35.
- Лукин Б. Губернские страницы. // Литературная газета. 2008. № 40.
- Трефилов Г. Из жизни замечательных людей. // Голос ветерана. 2008. № 19. С. 14.

### «Последний день»
- Ларионов А. В поисках веры. Статья. Предисловие к книге Валерия Сдобнякова «Последний день» — М.: Советский писатель, 2009. — 352 с. С 3 — 4.
- Новая книга нашего автора. Редакционная статья. // Русский литературный журнал в Атланте «На любителя». США. 2010. № 44.
- Шатохина О. Вертикаль, устремлённая к вере. // Литературная газета. 2010. № 2 — 3.
- Попов М. Обретение Пути. // Книжное обозрение. Москва. 2010. № 5.
- Чепров С. Труд, вера, совесть… // Нижегородская правда. 2010. 29 мая.
- Филатов С. Дорога к храму. С. 44 — 49. // Альманах «Истоки» — Красноярск.
- Попов М. Обретение пути. С. 49 — 50. 2010. № 1. (15)
- Чепров С. Труд, вера, любовь. С. 51 — 54.
- Чепров С. Труд, вера, любовь. // Русский литературный журнал в Атланте «На любителя». США. 2010. № 46. С. 46 — 48.
- Шатохина О. Вертикаль, устремлённая к вере. С. 76.
- Климешов П. Живая правда. С. 76 — 78. // Альманах «Истоки» — Красноярск.
- Шаров П. Главное в жизни. С. 78 — 79. 2010. № 2. (16)
- Чепров С. Единомышленнику. Письмо-размышление. // Литературно-художественный, научный и историко-просветительский альманах «Бийский Вестник». — Бийск. 2010. № 4 (28). С. 168—172.
- Филатов С. Дорога к храму. // Литературно-художественный журнал Союза писателей Беларуси «Новая Немига литературная». — Минск. № 2-3, 2011. С 249—260.
- Филатов С. Красота и мука жизни. // Литературно-художественный журнал «Вертикаль. XXI век», № 33, Нижний Новгород, 2011. С. 192—201.
- Хохлова Е. Исповедальное. // «День литературы». Москва. 2011. № 10 (182). С. 3.
- «Яблоки русского сада»
- Круглов Ю. Без надежды жить нельзя. // Патриот. Москва. 2010. № 24.
- Рябов О. Коротко о новинках. // «Земляки». Нижегородский альманах. Выпуск десятый. — Нижний Новгород: «Книги». 2010. С. 390—391.
- Круглов Ю. О книге Валерия Сдобнякова «Яблоки русского сада». // В книге: Валерий Сдобняков. «Я рассказал только правду. О жизни и творчестве А. А. Парпары». — Нижний Новгород: «Родное пепелище», 2015. С. 198—199.

### «Возвращение»
- Лукин Б. Радость незабвенных встреч. // Литературно-художественный, научный и историко-просветительский альманах «Бийский Вестник». — Бийск (Алтайский край). 2012. № 2 (34) С. 158—161.
- Вышла книга. Культурно-просветительский и литературно-художественный журнал «Родная Ладога». — Санкт-Петербург. 2012. № 1(19). С. 85.
- Лукин Б. Радость незабвенных встреч. // Литературно-художественный и публицистический журнал «Истоки» — Красноярск. 2012. № 19. С. 12 — 14.

### «Душа живая»
- Вышла книга. Культурно-просветительский и литературно-художественный журнал «Родная Ладога». — Санкт-Петербург. 2012. № 2(20). С. 105.
- Скатов С. Остановить мгновенье. О новой книге нижегородского писателя Валерия Сдобнякова «Душа живая». // «Нижегородская правда». 2012. № 105 (25569), 29 сентября. С. 3.
- Абрашкин А. «Душа живая» Валерия Сдобнякова. // Литературно-художественный журнал «Вертикаль. XXI век», № 37, Нижний Новгород, 2012. С. 157—159.
- Скатов С. Остановить мгновение. О новой книге Нижегородского писателя Валерия Сдобнякова «Душа живая». // Литературно-православный альманах «Арина». Выпуск № 20, Нижний Новгород, 2012. С. 229—231.
- Абрашкин А. «Душа живая» Валерия Сдобнякова. // Альманах «Истоки», № 21, Красноярск. 2013. С 18 — 20.
- Петрова Н. Издано в России. // Литературный журнал «Аргамак. Татарстан» № 2 (15), Набережные Челны. 2013. С 247—248.
- Абрашкин А. «Душа живая» Валерия Сдобнякова. // Альманах «Бийский Вестник», № 3 (39), Бийск. 2013. С 180—183.

### «Сроки. И наступит время правды»
- Цветков В. Сверкающие грани таланта. — Вступительная статья к книге «Сроки. И наступит время правды. Нижний Новгород: „Вертикаль. XXI век“, 2012, с.5 — 8.

- Цветков В. Сверкающие грани таланта. // Литературно-художественный журнал „Вертикаль. XXI век“, № 37, Нижний Новгород, 2012. С. 160—161.
- Цветков В. Сверкающие грани таланта. // Литературно-художественный журнал Союза писателей Беларуси „Новая Немига литературная“. — Минск. № 5, 2012. С 197—199.
- Вышла книга. Культурно-просветительский и литературно-художественный журнал „Родная Ладога“. — Санкт-Петербург. 2013. № 1(23). С. 280.
- Рубцов М. Россия жива! // Литературно-православный альманах „Арина“. Выпуск № 25, Нижний Новгород, 2015. С. 178—189.
- Рубцов М. Россия жива! // В книге: Михаил Рубцов. „Сыны русские“. — Нижний Новгород: „Вертикаль. XXI век“, 2015. С. 160—187.

### „В предчувствии Апокалипсиса. Актуальные беседы на постсоветском пространстве“
- Цветков В. Счастье редкостных встреч. — Вступительная статья к книге „В предчувствии Апокалипсиса. Актуальные беседы на постсоветском пространстве“. — Нижний Новгород: „Вертикаль. XXI век“, 2013, с.5 — 12.

- Вышла книга. // Культурно-просветительский и литературно-художественный журнал „Родная Ладога“. — Санкт-Петербург, 2013. № 4 (26). С. 133.

- Бондаренко Н. Есть ли дело важнее. //Литературно-художественный журнал „Вертикаль. XXI век“, № 41, Нижний Новгород, 2014. С. 194—195.
- Цветков В. Счастье редкостных встреч. // Литературно-православный альманах „Арина“. Выпуск № 24, Нижний Новгород, 2014. С. 253—261.
- Петров Г. „В предчувствии Апокалипсиса“. // Русский литературный журнал в Атланте „На любителя“. № 56, США, 2014. С 1 — 7, 50 — 56.
- Ушакова И. „О нашем бывшем богатстве“. Постсоветское — не значит — пред апокалипсисом. // Альманах „Под часами“. № 13, книга 1. Смоленск, 2014. С. 259—262.
- Фаминский Д. Холодок предчувствия. // Литературно-художественный журнал „Наш современник“, № 11, Москва, 2014. С. 280—285.
- Петров Г. „В предчувствии Апокалипсиса“. // Литературно-художественный журнал „Вертикаль. XXI век“, № 43, Нижний Новгород, 2014. С. 144—173.
- Петров Г. „В предчувствии Апокалипсиса“. // Культурно-просветительский и литературно-художественный журнал „Родная Ладога“. № 1(31), Санкт-Петербург, 2015. С. 296—302.
- Цветков В. Счастье редкостных встреч. // В книге: Владимир Цветков. „Вера в Бога у меня от маты“. — Нижний Новгород: „Вертикаль. XXI век“, 2015. С.103 — 110.
- Криницкая Т. В поисках национальной идеи. // Альманах „Годы“ № 1 (42), Смоленск, 2015. С. 162—169.

- Оптимистическое предчувствие неизбежного: Фаминский Д. Возможно ли предчувствовать Апокалипсис? — Ушакова И. О нашем богатстве.- Цветков В. Счастье редкостных встреч.- Криницкая Т. В поисках национальной идеи. // Литературно-художественный журнал „Вертикаль. XXI век“, № 44, Нижний Новгород, 2015. С. 152—159, 160—163, 164—167, 168—174.

### „Говорящее дерево“
- Парпара А. Книга глубокого нравственного заряда. // Культурно-просветительский и литературно-художественный журнал „Родная Ладога“. № 2(32), Санкт-Петербург, 2015. С. 153.
- Парпара А. Книга глубокого нравственного заряда. // Газета „Слово“ № 22 (883). Москва, 2014. С 9.
- Парпара А. Книга глубокого нравственного заряда. // Культурно-просветительский и литературно-художественный журнал „Родная Ладога“. № 2(32), Санкт-Петербург, 2015. С. 153.

### «Лестница»
- Смирнов С. Страницы, согретые любовью. О новой книге прозы Валерия Сдобнякова. // Еженедельная городская газета „День города. Нижний Новгорпод“ № 70 (1234), 2017. С.8.
- Лукин Б. ON VOIT LE SOLEIL! Или добрая книга Валерия Сдобнякова». // Литературно-художественный журнал «Вертикаль. XXI век», № 54, Нижний Новгород, 2018. С. 213—221.

### «Записки истерзанного времени»
- Помнящий В. Записки истерзанного времени. // Общеписательская литературная газета. Москва. 2019 № 3 (112) С. 20.
- Антипова Т. Записки истерзанного времени. // Слово. Москва. 2019 № 11 (993) С. 14.

### «Когда душа плачет»
- Рубцов М. Сберегая традиции. О новых книгах Валерия Сдобнякова. // Литературно-художественный и публицистический журнал «Истоки» № 1 (31), Красноярский край, 2020. С 162—165.

### «За тайной гранью»
- Антипова Т. За тайной гранью вся Россия. // Литературно-художественный журнал «Новая Немига литературная» № 6, Минск, 2020. С. 137—139.
- Криницкая Т. «Инда ещё побредём». //Литературно-художественный журнал «Вертикаль. XXI век» № 71, Нижний Новгород, 2021. С 165—169.
- Антипова Т. За тайной гранью вся Россия. //Газета «Вести города» № 45 (580), Саров, 2021. С. 23.
- Криницкая Т. «Инда ещё побредём». //Газета «Слово» № 24 (1054), Москва, 2021. С. 8 — 9.